# Ion Neculce
Ion Neculce is een Roemeense gemeente in het district Iași.
Ion Neculce telt 5637 inwoners.